# RARE TRACKS
『RARE TRACKS』（レアトラックス）は、日本のポップ・ロックバンドMONKEY MAJIKが、2011年3月2日に発売したB面集。

## 概要
- 初のB面曲のみを集めたベストアルバム。
- シングルのカップリング曲に加え、コンピレーションアルバムへの参加作品や、他アーティストに楽曲提供した作品のデモを収録。
- 初回限定盤はDVD付き。

## 収録曲
1. (INTRO)
2. watching you
3. Around The World -DJ Mitsu The Beats ver-
4. Together -Night Falls mix-
5. アイシテル -DJ Mitsu the Beats remix-
6. robots inc.
7. With you
8. One more chance
9. Let's get along
10. WANDERER
11. Car Crash
12. Pretty People
13. Happiness
14. 約束
15. SAKURA ~acoustic~
16. Falling
17. The Letter
18. RAINY DAYS AND MONDAYS
19. Lupin The Third <ルパン三世のテーマ>
20. 輝く夜 DEMO
21. GINGER DEMO

### 初回限定盤DVD
- CANADA TOURドキュメンタリー
- SAKURA PVメイキング

## 演奏
- 渡辺イチロウ：Additional Piano